# West Indies Cricket Team in Irland in der Saison 2025
Die Tour des West Indies Cricket Teams in Irland in der Saison 2025 fand vom 21. Mai bis zum 15. Juni 2025 statt. Die internationale Cricket-Tour war Bestandteil der Internationalen Cricket-Saison 2025 und umfasste drei ODIs und drei Twenty20s. Die ODI-Serie endete unentschieden 1−1, während die West Indies die Twenty20-Serie mit 1−0 gewannen.

## Vorgeschichte
Für beide Mannschaften war es die erste Tour der Saison. Das letzte Aufeinandertreffen der beiden Mannschaften bei einer Tour fand in der Saison 2021/22 in den West Indies statt.

## Stadion
Das folgende Stadion wurde für die Tour als Austragungsort vorgesehen.
| Stadion                      | Stadt        | Kapazität | Spiele      |
| ---------------------------- | ------------ | --------- | ----------- |
| Clontarf Cricket Club Ground | Dublin       | 3.200     | 1. – 3. ODI |
| Bready Cricket Club Ground   | Magheramason | 3.000     | 1. – 3. T20 |

## Kaderlisten
Die West Indies benannten ihre ODI-Kader am 5. Mai 2025 und ihre T20-Kader am 2. Juni 2025.
Irland benannte seine Kader am 15. Mai 2025.
| ODI | ODI | Twenty20 | Twenty20 |
| Irland | West Indies | Irland | West Indies |
| --- | --- | --- | --- |
| - Paul Stirling (K) - Andrew Balbirnie - Curtis Campher - Cade Carmichael - George Dockrell - Stephen Doheny - Matthew Humphreys - Josh Little - Thomas Mayes - Andrew McBrine - Barry McCarthy - Liam McCarthy - Jordan Neill - Harry Tector - Lorcan Tucker (wk) - Craig Young | - Shai Hope (K, wk) - Jewel Andrew (wk) - Jediah Blades - John Campbell - Keacy Carty - Roston Chase - Matthew Forde - Justin Greaves - Amir Jangoo (wk) - Alzarri Joseph - Shamar Joseph - Brandon King - Evin Lewis - Gudakesh Motie - Sherfane Rutherford - Jayden Seales - Romario Shepherd | - Paul Stirling (K) - Mark Adair - Ross Adair - Curtis Campher - Gareth Delany - George Dockrell - Stephen Doheny - Gavin Hoey - Matthew Humphreys - Josh Little - Barry McCarthy - Liam McCarthy - Harry Tector - Tim Tector - Lorcan Tucker (wk) - Ben White - Craig Young | - Shai Hope (K, wk) - Keacy Carty - Johnson Charles - Matthew Forde - Jyd Goolie - Shimron Hetmyer - Jason Holder - Akeal Hosein - Alzarri Joseph - Evin Lewis - Gudakesh Motie - Rovman Powell - Sherfane Rutherford - Romario Shepherd |

## One-Day Internationals

### Erstes ODI in Dublin
| 21. Mai Scorecard | Dublin (Clontarf) | Irland 303-6 (50)          | – | West Indies 179 (34.1) |
|                   |                   | Irland gewinnt mi 124 Runs |   |                        |

Die West Indies gewannen den Münzwurf und entschieden sich als Feldmannschaft zu beginnen. Als Spieler des Spiels wurde Andy Balbirnie ausgezeichnet.

### Zweites ODI in Dublin
| 23. Mai Scorecard | Dublin (Clontarf) | West Indies 352-8 (50) | – | Irland |
|                   |                   | No Result              |   |        |

Irland gewann den Münzwurf und entschied sich als Feldmannschaft zu beginnen. Das Spiel wurde auf Grund von Regenfällen abgesagt.

### Drittes ODI in Dublin
| 25. Mai Scorecard | Dublin (Clontarf) | West Indies 385-7 (50)                        | – | Irland 165 (29.5/46) |
|                   |                   | West Indies gewinnt mit 197 Runs (D/L method) |   |                      |

Irland gewann den Münzwurf und entschied sich als Feldmannschaft zu beginnen. Als Spieler des Spiels wurde Keacy Carty ausgezeichnet.

## Twenty20 Internationals

### Erstes Twenty20 in Magheramason
| 12. Juni Scorecard | Magheramason | Irland         | – | West Indies |
|                    |              | Spiel abgesagt |   |             |

Das Spiel wurde auf Grund von Regenfällen abgesagt.

### Zweites Twenty20 in Magheramason
| 14. Juni Scorecard | Magheramason | Irland         | – | West Indies |
|                    |              | Spiel abgesagt |   |             |

Das Spiel wurde auf Grund von Regenfällen abgesagt.

### Drittes Twenty20 in Magheramason
| 15. Juni Scorecard | Magheramason | West Indies 256-5 (20)          | – | Irland 194-7 (20) |
|                    |              | West Indies gewinnt mit 62 Runs |   |                   |

Irland gewann den Münzwurf und entschied sich als Feldmannschaft zu beginnen. Als Spieler des Spiels wurde Evin Lewis ausgezeichnet.

## Auszeichnungen

### Player of the Series
Als Player of the Series wurden der folgende Spieler ausgezeichnet.
| Serie | Player of the Series |
| ----- | -------------------- |
| ODI   | Keacy Carty          |
| T20   | Evin Lewis           |

### Player of the Match
Als Player of the Match wurden die folgenden Spielerinnen ausgezeichnet.
| Spiel  | Player of the Match |
| ------ | ------------------- |
| 1. ODI | Andy Balbirnie      |
| 2. ODI | –                   |
| 3. ODI | Keacy Carty         |
| 1. T20 | –                   |
| 2. T20 | –                   |
| 3. T20 | Evin Lewis          |